# Scummy Man
Scummy Man is een korte film, geschreven en geregisseerd door Paul Fraser en uitgevoerd door Mark Herbert en Diarmid Scrimshaw, gebaseerd op het nummer "When The Sun Goes Down" door de Arctic Monkeys. Het is uitgegeven op dvd op 10 april 2006 door Domino Records.
De film focust zich, net als het nummer, op prostitutie in Sheffield. Er komen dezelfde acteurs in voor als bij de muziekvideo. Er wordt een nacht gedocumenteerd uit het leven van de fictieve Nina, een 15 jaar oude drugsverslaafde die als prostituee werkt in Neepsend.
De hoofdrollen zijn voor Lauren Socha als Nina en Stephen Graham als George, bekend als nickname voor de Scummy Man, een gewelddadige en manipulerende klant van Nina, die haar en de mensen die haar helpen aan de prostitutie te ontsnappen aanvalt en intimideert. Voorbeeld van iemand die haar helpt is een goochelaar die haar een baan aanbiedt in zijn act. De Goochelaar wordt een slachtoffer van Scummy Man's gedrag.
Om de film maar als een documentaire te laten lijken, is de film opgenomen met een 16mm film door Danny Cohen. De dvd bevat tevens een extra film, geheten Just Another Day, die meer hoopvol en positief is. Het baseert zich op hoe elke avond verging, zoals een taxibestuurder kans en hoop ziet voor een betere toekomst. Just Another Day beschrijft dezelfde avonden, maar vanuit het perspectief van de taxibestuurder die de Scummy Man naar Nina brengt.
De naam van de film is afgeleid van een zin uit het nummer "When The Sun Goes Down", waarin de pimp van het meisje wordt beschreven,

And what a scummy man /
 Just give him half a chance / I bet he'll rob you if he can /
 You can see it in his eyes, yeah, that he's got a driving ban /
 Amongst some other offences

De film heeft een prijs gewonnen voor beste muziek-dvd tijdens de NME Awards op 11 maart 2007.